# 岡田純子 (声優)
岡田 純子（おかだ じゅんこ）、1973年5月23日 - ）は、日本の女性声優、音響監督。岩手県出身、愛知県海部郡蟹江町生まれ。
一時期、朶峙 純（たおか じゅん）名義で声優活動をしていた時期がある。

## 来歴・人物
- 1997年1月19日、『センチメンタルグラフティ』の最終オーディション選考会にて安達妙子役に選ばれる。「うさぎ組」と呼ばれる同作の他の5人と同様に一般公募から選ばれた採用者であるが、他の5人と違って養成所ではなく、劇団を経由していた関係でマーカス倒産後は6人の中でただ一人青二プロダクションに移籍せず、アクセントに移籍した。他の出演作に『Wind -a breath of heart-』（藤宮望 役）など。舞台活動などもこなす。
- 中学生の頃、友人に「女優みたいな名前」とほめられて「よし、女優になろう」と思い[4]、高校を卒業したばかりの当初は劇団21世紀FOXに正式に劇団員として所属[3]（当初は「研修生」としての所属に近いとされていたが、当時「研修生」制はなかった）。そこで偶々アニメの仕事をもらった時に、出来上がった作品を見ていたところ岡田たちが「息を吹き込んだ」ような感じがして感銘を受けて、その時から本気で声優を目指し始めた[4]。しばらくして劇団を退団後、じっくり台本を読み込んで、いっぱい練習するなど色々勉強していた[4]。その後も即興で台本を読んだりするのが苦手で、台本を全部読み、その情景をちゃんと思い浮かべないと次に進めないようなところがあった[4]。その時に「声優の仕事のような即興的なのにも慣れていこう」と思った[4]。その後、マーカスに預かりとして仮所属。岡田の場合、一般的にはマーカス以降の所属がプロ活動として認識されている。その後、アクセント→元氣プロジェクトと移り[3]、2009年8月で元氣プロジェクトを退社、9月よりオフィス ワタナベの所属となる。2012年3月でオフィス ワタナベを退社、4月よりKAMプロモーションの所属となり同年内に退所。現在はフリーで活動中。フリー時期の2012年には代々木アニメーション学院の講師にもなっている[6]。
- 結婚を機に『センチメンタルグラフティ』の安達妙子役（初代[7]）を有島もゆ（現・有島モユ）に託して降板、一旦休業する。結婚生活が落ち着いてきたころ、それまで演劇一筋の生活で学歴が高卒であることに引け目を感じていたが、夫からの勧めで大学進学を目指し、合格。当初は短大に入学したが、卒業後に大学に編入し、祈願の大学卒業を果たした。なお、出身校は高校・短大・大学共に本人の意向によって非公開となっており、本人ブログにも高校は千葉、大学は東京と所在地のみ公表している。

## 出演
太字はメインキャラクター。

### テレビアニメ
1990年代
- 恐竜冒険記ジュラトリッパー（1995年、モジ）
- こどものおもちゃ（1996年、横田ルミ子、TVコメンテーター<ノンクレジット>※エピソード88）
- センチメンタルジャーニー（1998年、安達妙子）

2000年代
- 藍より青し（2002年、メイド、司会者）
- GetBackers-奪還屋-（2002年、看護師）
- Wind -a breath of heart-（2004年、藤宮望、シノ※11話）
- ゼーガペイン（2006年、フォセッタ）
- ef - a tale of memories.（2007年、新藤景）
- ef - a tale of melodies.（2008年、新藤景、予告ナレーション#6）

### 劇場アニメ
- ゼーガペインADP（2016年、フォセッタ）
- ゼーガペインSTA（2024年、フォセッタ）

### OVA
- Wind -a breath of heart-（2004年、藤宮望）

### ゲーム
1990年代
- 卒業 Vacation（1997年、三波亮子）
- センチメンタルグラフティ（1998年、安達妙子）
  - センチメンタルジャーニー（1998年、安達妙子）
  - センチメンタルグラフティ〜約束（2001年、安達妙子）
  - センチメンタルプレリュード（2004年、安達妙子）

- 東京魔人學園朧綺譚（1999年、青葉さとみ）
- あのこどこのこ エンドレス・シーズン（1999年、橘はるな）

2000年代
- TAMTAM PARADISE～タムタムパラダイス～（2001年、打天使ちゃん）
- 東京魔人學園外法帖（2002年、美弥／真由）
- BITTERSWEET FOOLS（2002年、ソリノ）※DC、PS2版
- Innocent Tears（2002年、九条サラ）
- Wind -a breath of heart-（2003年、藤宮望、彩編の回想の女の子<ノンクレジット>）
- ショコラ 〜maid cafe "curio"〜（2003年、真名井美里）※PC、DC版
- 東京魔人學園符咒封録（2004年、青葉さとみ）
- ゼーガペイン XOR（2006年、フォセッタ）
- はるのあしおと -Step of Spring-（2006年、藤倉和、LIEBCHENのウェイトレス(藤宮望の母親)<ノンクレジット>）
- 許嫁（2007年、セリナ・フェリクス、ジェラルディン）
- eden*（2009年、ナツメ）
- ナデプロ!!（2009年、女性ファンA）
- ミュージックガンガン!（2009年、ミルク）

2010年代
- ef - a fairy tale of the two.（2010年、新藤景）
- 絶対ヒーロー改造計画（2010年、チョコ）
- 飛鳥山学園組体操（2014年、桂木環、磯辺ロゼッタ）

### ドラマCD
- Wind -a breath of heart- DRAMA CD from TV Animation Vol.1～3（2004年、藤宮望）
- ゼーガペイン audio drama　OUR LAST DAYS（2006年、フォセッタ）

### 吹き替え
- モンスターハント 王の末裔（2021年　刺妖、小翠、弟子女、少年）

### ナレーション
- 駿台予備校
- リナックスジャパン
- 学校教育ビデオ
- CM総合研究所

### 舞台
- 劇団21世紀FOX「想稿銀河鉄道の夜」（少女かおる 役）
- 劇団21世紀FOX「作家とその弟子」（少女役）
- 劇団21世紀FOX「インシ・デンタル・ギフト」（少女 役）
- 東京桜組「夢ときどき、晴れ」（少女 咲 役）
- 東京桜組「想い出の輪舞」（八木橋多恵子 役）
- もずくぁんず「愛 故に ら・るる」（神田嶺香 役）
- もずくぁんず「記憶・・・。」（少女 役）※演出
- もずくぁんず「白のカノン」（2005年12月　若山富江 役）※演出助手
- もずくぁんず「天使は瞳を閉じて」（2009年2月 テンコ 役）※演出
- 劇団ふくわらい「浪花の子守唄」（おきよ 役）
- 劇団ふくわらい「浪花の千両富」（娘義太夫りん蝶 役）
- Liddell Project「スノウ」（2008年7月）
- Liddell Project「恋愛戯曲」（泉川京子 役）
- 遊々団ブランシャ☆ヴェール「アリスインワンダーランド」（アリス 役）
- 演劇制作体V-NET「PEACH peach PEACH」（相田菜摘 役）
- 演劇制作体V-NET「Oh! My Lovers」（三浦 役）
- 演劇制作体V-NET「青い時間」（ゾゾ 役）
- AirStudio「ろまんす」（平瀬恵 役）
- AirStudio「SAKURA」（那江 役）
- 劇団軌跡「僕のポケットは星でいっぱい」（先生／母 役）
- 劇団軌跡「LittleStep VII」（ダンス、アクション）
- K-GUN「曲がり角の悲劇」（カズラ 役）
- samasama「プレイス」（美奈 役）
- LGTプロデュース「CALLING」（花純 役）
- 劇団レインボータルト「吸血鬼のラブソング」（はるか 役）
- すずぴこ企画「銀河旋律」（春山はるか 役）
- わをん企画「走馬灯株式会社」（母親 役）
- 朗読劇 池袋ストリーム「月下の夜想曲」（母親 役 ※音声のみ）

### 舞台演出
- もずくぁんず「つきのひかり」

### バラエティ
- 東京マキタスポーツ（代々木アニメーション学院講師として、2014年10月）

## ディスコグラフィ

### キャラクターソング
| 発売日         | 商品名                                                                    | 歌 | 楽曲                                                       | 備考                                                             |
| -------------- | ------------------------------------------------------------------------- | --- | ---------------------------------------------------------- | ---------------------------------------------------------------- |
| 1997年8月20日  | 卒業 Vacation                                                             | 三波亮子（岡田純子）、伊東由紀恵（岡本麻見）、戸塚いずみ（牧島有希）                                                                                 | 「はっぴー ばけーしょん」                                  | ゲーム『卒業 Vacation』オープニングテーマ                        |
| 1997年8月20日  | 卒業 Vacation                                                             | 三波亮子（岡田純子） | 「PURE」                                                   | ゲーム『卒業 Vacation』関連曲                                    |
| 1997年12月10日 | センチメンタル・グラフティ 7 安達妙子                                     | 安達妙子（岡田純子） | 「日曜日の丘」                                             | ゲーム『センチメンタルグラフティ』関連曲                         |
| 1998年2月21日  | センチメンタルグラフティ ボーカルアルバム 3×4 ～the other seasons～       | 安達妙子（岡田純子）、星野明日香（岡本麻見）、山本るりか（今野宏美）                                                                                 | 「いつかきっと言えるはず」                                 | ゲーム『センチメンタルグラフティ』関連曲                         |
| 1998年2月21日  | センチメンタルグラフティ ボーカルアルバム 3×4 ～the other seasons～       | SGガールズ（鈴木麻里子、岡田純子、前田愛、岡本麻見、牧島有希、今野宏美、小田美智子、満仲由紀子、西口有香、豊嶋真千子、米本千珠、鈴木麗子）           | 「たった一つの想い出」                                     | ゲーム『センチメンタルグラフティ』関連曲                         |
| 1998年6月20日  | センチメンタル・グラフティ 11 安達妙子                                    | 安達妙子（岡田純子） | 「ラブリッジ」                                             | ゲーム『センチメンタルグラフティ』関連曲                         |
| 1998年8月1日   | センチな夏休み                                                            | SGガールズ（鈴木麻里子、岡田純子、前田愛、岡本麻見、牧島有希、今野宏美、小田美智子、満仲由紀子、西口有香、豊嶋真千子、米本千珠、鈴木麗子）           | 「センチな夏休み」                                         | ゲーム『センチメンタルグラフティ』関連曲                         |
| 1998年8月1日   | センチな夏休み                                                            | SGガールズ（鈴木麻里子、岡田純子、前田愛、岡本麻見、牧島有希、今野宏美、小田美智子、満仲由紀子、西口有香、豊嶋真千子、米本千珠、鈴木麗子）           | 「1ダースのMEMORY」                                        | ゲーム『センチメンタルグラフティ』関連曲                         |
| 1998年12月31日 | センチメンタルジャーニーファイナルキャラクターコレクションBox 11 安達妙子 | 安達妙子（岡田純子） | 「幼なじみ」                                               | ゲーム『センチメンタルグラフティ』関連曲                         |
| 2007年11月21日 | ef-a tale of memories. ENDING THEME 〜Vivace by Kei Shindou               | 新藤景（岡田純子） | 「刻む季節」                                               | テレビアニメ『ef - a tale of memories.』エンディングテーマ       |
| 2007年11月21日 | ef-a tale of memories. ENDING THEME 〜Vivace by Kei Shindou               | 新藤景（岡田純子） | 「刻む季節（Re-mix ver.）」 「euphoric field（Kei ver.）」 | テレビアニメ『ef - a tale of memories.』関連曲                   |
| 2009年2月27日  | ef - a tale of melodies. ORIGINAL SOUNDTRACK 2 〜felice〜                 | 羽山ミズキ（後藤麻衣）、雨宮優子（中島裕美子）、宮村みやこ（田口宏子）、新藤景（岡田純子）、新藤千尋（やなせなつみ）                                 | 「ever forever」                                           | テレビアニメ『ef - a tale of melodies.』最終話エンディングテーマ |
| 2019年1月19日  | センチメンタルグラフティ 20周年記念CD                                     | SGガールズ（鈴木麻里子、岡田純子、有島モユ、前田愛、岡本麻見、牧島有希、今野宏美、小田美智子、満仲由紀子、西口有香、豊嶋真千子、米本千珠、鈴木麗子） | 「約束」                                                   | ゲーム『センチメンタルグラフティ』関連曲                         |
| 2019年1月19日  | センチメンタルグラフティ 20周年記念CD                                     | SGガールズ（鈴木麻里子、岡田純子、有島モユ、前田愛、岡本麻見、牧島有希、今野宏美、小田美智子、満仲由紀子、西口有香、豊嶋真千子、米本千珠、鈴木麗子） | 「再会」                                                   | ゲーム『センチメンタルグラフティ』関連曲                         |

### その他参加楽曲
| 発売日        | 商品名                  | 歌      | 楽曲                          | 備考                                          |
| ------------- | ----------------------- | ------- | ----------------------------- | --------------------------------------------- |
| 2003年2月14日 | Bittersweet Fools Dolce | Jun名義 | Angel Heart                   | ゲーム『BITTERSWEET FOOLS』オープニングテーマ |
| 2003年2月14日 | Bittersweet Fools Dolce | Jun名義 | BITTERSWEET (BUT SHINING DAY) | ゲーム『BITTERSWEET FOOLS』エンディングテーマ |

- ゲーム『あのこどこのこ エンドレス・シーズン』オープニングテーマ「恋のマリオネット」歌：岡田純子・岡本麻見
- ゲーム『ショコラ 〜maid cafe "curio"〜』DC版エンディングテーマ「希望の扉」作詞＆歌：岡田純子
- ゲーム『はるのあしおと -Step of Spring-』PS2版エンディングテーマ「Be Catch!」歌：岡田純子
- ユニット『Sto lat!(狩)』「Positive」「Sto lat!(狩)」歌：岡田純子・中島裕美子・船橋まい
- ユニット『cherie』「hiver」「printemps」「ete」「automne」歌：岡田純子・田口宏子
- 同人ボイスドラマ『TRAVELER'S HEAVEN -トラベラーズヘブン-』オープニングテーマ「旅人たちの場所」歌：岡田純子